# PhilPapers
PhilPapers ist eine internationale, interaktive akademische Datenbank für Veröffentlichungen aus dem Bereich Philosophie. Es wird vom Centre for Digital Philosophy an der University of Western Ontario betrieben. Das Projekt wurde als Open-Content-Projekt ins Leben gerufen. Seit 2014 müssen Bibliotheken, Universitäten und Forschungszentren eine jährliche Gebühr entrichten, um den Index einsehen zu können. Die Datenbank bietet neben vielfältigen Recherchemöglichkeiten auch Personalisierungsfunktionen, darunter u. a. die Möglichkeit, eigene Bibliographien zu erstellen und eine E-Mail-Alert-Funktion.

## Aufbau
Seit 2019 wird das Projekt von den Gründern David Bourget (Australian National University und University of London) und David Chalmers (ANU) geleitet, die 33 Wissenschaftler koordinieren, die für ebenso viele Fachbereiche zuständig sind. Die Redaktion ist sowohl für die Katalogisierung als auch für die Bewertung der eingereichten Inhalte, auch von akademischen Philosophen, zuständig.

## Inhalte
Die Website bietet nach eigenen Angaben über 2,5 Millionen Titel, die in 4500 Kategorien zusammengefasst sind. Bei den Titeln handelt es sich sowohl um bibliografische Einträge mit Abstracts als auch um digitalisierte Inhalte, die gemeinfrei sind: Monografien, fortlaufende Veröffentlichungen (Zeitschriften mit ISSN-Codes), Wissenschaftliche Publikationen.
Mit Stand März 2019 gibt es rund 60.000 Titel aus den Bereichen altgriechische Literatur, Lateinische Literatur, Sozialwissenschaften, Kognitionswissenschaften und Bildungswissenschaften.
Die Inhalte der Indexe und Bibliographien von PhilPapers werden von Tausenden Akademikern gepflegt, die ihre Zeit freiwillig zur Verfügung stellen. Über 600 Akademiker sind offiziell als Category Editors ernannt.
Der Überprüfungsprozess bei den Artikeln von PhilPapers ist ähnlich wie bei gedruckten philosophischen Zeitschriftenartikeln und Büchern. Die Autoren wie Akademikerinnen und Akademiker der Fachrichtung Geisteswissenschaften und Naturwissenschaften, sind meistens Spezialisten auf diesem Gebiet. Somit ist ein hoher Qualitätsstandard gegeben.

## PhilArchive
Die Website PhilArchive.org ist das Open-Content-Projekt, das mit PhilPapers verbunden ist und vollständig aus Nutzerbeiträgen besteht. Mit Stand März 2019 verfügt PhilArchive über mehr als 38.000 Titel, die in die Wissensdatenbank PhilPapers integriert und in 5400 Kategorien unterteilt sind, in denen kostenlos recherchiert werden kann. In den meisten Fällen handelt es sich um Artikel, die bereits von externen, von der Website unabhängigen Zeitschriften und Verlagen ausgewählt und veröffentlicht wurden.
Die Nutzer bleiben allein verantwortlich für die veröffentlichten Inhalte und besitzen das Urheberrecht an diesen, einschließlich der Möglichkeit, sie jederzeit zu entfernen. Die Anmeldung ist erforderlich, um neue Veröffentlichungen einzustellen oder zu entfernen. PhilPapers behält sich das Recht vor, die Veröffentlichung abzulehnen, solche Inhalte zu bearbeiten oder zu entfernen; eine vorherige Überprüfung und Genehmigung vor der Online-Veröffentlichung ist jedoch nicht erforderlich.

## Katalogisierung
Der Autor und andere registrierte Benutzer können jeden Datensatz mit einer oder mehreren der 4500 verfügbaren Kategorien verknüpfen. Die Kategorien sind in eine Hierarchie von 5 Ebenen mit jeweils maximal zehn Elementen unterteilt und werden halbautomatisch erstellt. Die Nutzer können auch neue vorschlagen, indem sie sich an einem speziellen Diskussionsforum beteiligen.

## Finanzierung
PhilPapers erhält finanzielle Unterstützung von anderen Organisationen, darunter Anfang 2009 einen erheblichen Zuschuss des britischen Joint Information Systems Committee. Das Archiv wird für seinen Umfang und seine Organisation sowie für seine regelmäßigen Aktualisierungen gelobt. Neben der Archivierung von Papieren befassen sich die Herausgeber mit der Befragung akademischer Philosophen.